# Gymnasium Zollstock
Das Gymnasium Zollstock (später Städtisches Gymnasium Raderthalgürtel Köln-Zollstock/Raderthal) war ein städtisches Gymnasium in Köln-Zollstock. Es wurde 1968 im Kölner Stadtteil Zollstock gegründet.

## Geschichte
Das Gymnasium startete im Herbst 1968 mit einer Klasse, die im ersten Jahr im Schiller-Gymnasium Köln untergebracht war. Im Folgejahr wurden die ersten eigenen provisorischen Gebäude in der Brüggener Straße bezogen. Zuerst wurden drei eingeschossige Holzbauten mit je zwei Klassenräumen erbaut. Später kamen ein zuerst zweigeschossiger Bau mit sechs Klassenräumen und dann ein weiteres Gebäude mit acht Klassenzimmern hinzu. Von der auf dem benachbarten Gelände sich befindenden Realschule, heute Heimat des Alfred-Müller-Armack-Berufskollegs, wurden die Turnhalle, die Aula als Ausweichsporthalle und das Sprachlabor mitgenutzt.
Mit der 1976 erfolgten Gründung der Gesamtschule Zollstock, auch Europaschule Köln genannt, wurden keine neuen Schüler mehr an der Schule aufgenommen. Das Gymnasium bezog für den Rest der Zeit Räume in der neu erbauten Gesamtschule. Hansmartin Hansen war in dieser Zeit gleichzeitig erster  Schulleiter der Gesamtschule und letzter des auslaufenden Gymnasiums. Da die zuletzt eingeschulte Jahrgangsstufe zum Übergang in die Gymnasiale Oberstufe die Schule verlassen hatte, hörte mit den Erreichen des Abiturs der zuletzt verbliebenen Jahrgangsstufe im Jahr 1983 die Schule auf zu existieren. Das gleiche Schicksal hatte die, ebenfalls an der  Brüggener Straße beheimatete, Realschule Zollstock.